# Гаряча вода
«Гаряча вода» (англ. Hot Water) — американська кінокомедія режисера Фреда С. Ньюмейєра 1924 року.

## Сюжет
Переконаний холостяк Гарольд нарешті одружився, але мама і брати його дружини влаштували йому «веселе» життя.

## У ролях
- Гарольд Ллойд — чоловік
- Джобіна Ралстон — дружина
- Жозефін Кроуелл — її мати
- Чарльз Стівенсон — її старший брат
- Мікі Мак-Бан — її молодший брат